# A Muse
A Muse (hangul: 은교; RR: 'Eun-gyo') es una adaptación cinematográfica de la novela Eun-gyo del célebre autor surcoreano Park Bum-shin. Es una meditación sobre el envejecimiento, el arte y la soledad, que sigue a un anciano poeta de 70 años, enamorado de una chica de preparatoria, a la que convierte en la musa de su novela. Sin embargo su alumno estrella, celoso de esa relación, roba su obra literaria.

## Sinopsis
Lee Jeok-yo (Park Hae-il) es un respetado poeta nacional de 70 años. Su ayudante, Seo Ji-woo (Kim Mu-yeol), ha publicado recientemente su primer libro, descrito como una novela con penetración psicológica, que se ha convertido en un éxito en las listas de libros más vendidos. Sólo después será claro cuan grande es su deuda con el afamado poeta. 
Luego de haber encontrado a una chica de preparatoria, Eun-gyo (Kim Go-eun), dormida en una silla en su portal, Jeok-yo se enamoró de inmediato, y en lugar de castigarla por irrumpir en su propiedad, se compromete a darle un trabajo a tiempo parcial limpiando su casa. Cada día que pasa en compañía de Eun-gyo, los sentimientos que creía perdidos empiezan a despertar. Eun-gyo comparte con él su exuberancia, deseos de vivir, sentido de la diversión y genuina calidez que rápidamente lo llevan a olvidarse de todo: cada vez se ve más a sí mismo como el joven que había sido, su amor y necesidad por ella crecen, no sólo porque la encuentra increíblemente hermosa, sino también como resultado directo de cómo lo hace sentir. Profundamente emotivo, Jeok-yo comienza a escribir una historia corta acerca de su imaginada relación sexual con aquella efervescente joven. Sin embargo, ya que los dos se han hecho cada vez más cercanos, a Ji-woo le resulta imposible mantenerse ignorando aquello que considera una relación inadecuada y totalmente repugnante, por lo cual, cuando encuentra el manuscrito de Jeok-yo, lleno de celos tanto de la relación del autor con la joven como de la belleza de la novela escrita por Jeok-yo, decide publicarla bajo su propio nombre y al poco resulta ganador del premio nacional de literatura.

## Reparto
- Park Hae-il como Lee Jeok-yo.[11]
- Kim Mu-yeol como Seo Ji-woo.
- Kim Go-eun como Han Eun-gyo.
- Jung Man-sik como Presidente Park.
- Park Cheol-hyeon
- Jang Yun-sil como Reportero Kim.
- Jeong Seo-in
- Kim Kyeong-il
- Ahn Min-yeong
- Im Mi-yeon
- Ahn Eun-jin

## Producción
La novela, sobre la relación entre un anciano poeta y una joven de 17 años, había iniciado el debate apenas empezó a aparecer en el blog personal del autor Park Bum-shin.
El autor dijo, «nunca he estado entusiasmado por una adaptación de mi trabajo. Estoy emocionado porque esta novela está basada en mis pensamientos personales sobre envejecer. Es una pieza muy especial, y confié en que el director Jung podía profundizar en el deseo y psicología humana». Bum-shin visitó al equipo de la película dos veces durante la producción, y obsequió copias autografiadas de su novela a los actores y actrices principales.
El director Jung Ji-woo dijo que escogió a Park Hae-il, en lugar de a un actor mayor, por una razón concreta, diciendo, «Esta película trata sobre cómo envejecer, y cómo es querer algo cuando has perdido tu juventud. Creí que el tema sería entregado más eficazmente si tal función era dada a un actor mucho más joven». Jung alabó la «increíble tolerancia» de Hae-il, que experimentó ocho horas de maquillaje especial diariamente y aprendió la forma de caminar cansada y gestos de un hombre de 70 años.
Kim Go-eun era una estudiante de drama en la Universidad Nacional de Artes, quien nunca había participado en una película o serie de televisión antes, ni siquiera en un papel menor, habiendo actuado anteriormente solo en producciones estudiantiles o escolares. Conoció al director Jung en 2011 a través de un círculo de amigos y ni siquiera sabía sobre las audiciones para la película. «Acabé teniendo una audición después de charlar con el director. No tuve tiempo para prepararme», recordó Kim, quien finalmente fue escogida entre más de 300 actrices que audicionaron para el papel de la inocente y sensual Eun-gyo. El novelista Bum-shin estuvo de acuerdo en que era perfecta para el personaje al conocerla, señalando, «es perfecta para la imagen siempre virgen y siempre joven que simboliza Eun-gyo». Kim dijo sobre su debut: «tomé mucho valor para interpretar este personaje. [...] No pienso que solo la belleza física podría haber desatado tanta pasión en un hombre que había vivido por más de 70 años con un corazón de piedra. Eun-gyo es muy espontánea y demasiado inocente para pensar sobre las consecuencias de lo que está haciendo, pero también tiene un lado maduro. Carece de amor y cuidado parental, así que desea esta figura paterna, y se obsesiona con la idea». Park Hae-il, su coprotagonista la describió como «fresca, soñadora y atractiva. Kim Go-eun es Eun-gyo».
La última línea del personaje, quién también es víctima de violencia doméstica, fue escrita por Jung, y no existe en la novela. «Nunca supe qué tanto era (hasta que te conocí)», le dice Eun-gyo al poeta. Jung dijo, «es realmente sobre el viaje de una chica aprendiendo sobre ella y su valor propio. Quise capturar los momentos cuando se da cuenta cuán preciosa es para ella misma y para los demás».

## Recepción
Al estrenarse la película atrajo alguna controversia por su representación de sexo entre un hombre de 70 años y una chica de instituto.
La película se estrenó el 25 de abril de 2012 y alcanzó 630 000 entradas vendidas en su primera semana. En total, la película vendió  1 343 916 entradas.

## Premios y nominaciones
| Año  | Premio                                    | Categoría                    | Candidato       | Resultado | Ref.   |
| ---- | ----------------------------------------- | ---------------------------- | --------------- | --------- | ------ |
| 2012 | 21th Buil Film Awards                     | Mejor película               | A Muse          | Ganadora  | [ 21 ] |
| 2012 | 21th Buil Film Awards                     | Mejor actriz revelación      | Kim Go-eun      | Ganadora  | [ 21 ] |
| 2012 | 21th Buil Film Awards                     | Mejor actor de reparto       | Kim Mu-yeol     | Nominado  |        |
| 2012 | 21th Buil Film Awards                     | Mejor música                 | Yeon Ri-mok     | Nominado  |        |
| 2012 | 49th Grand Bell Awards                    | Mejor película               | A Muse          | Nominada  |        |
| 2012 | 49th Grand Bell Awards                    | Mejor actriz revelación      | Kim Go-eun      | Ganadora  | [ 22 ] |
| 2012 | 49th Grand Bell Awards                    | Mejor actriz                 | Kim Go-eun      | Nominada  |        |
| 2012 | Korean Association of Film Critics Awards | Mejor actriz revelación      | Kim Go-eun      | Ganadora  | [ 23 ] |
| 2012 | 33rd Blue Dragon Film Awards              | Mejor actriz revelación      | Kim Go-eun      | Ganadora  | [ 24 ] |
| 2012 | 33rd Blue Dragon Film Awards              | Mejor fotografía             | Kim Tae-kyung   | Ganador   | [ 24 ] |
| 2012 | 33rd Blue Dragon Film Awards              | Mejor iluminación            | Hong Seung-chul | Ganador   | [ 24 ] |
| 2012 | 33rd Blue Dragon Film Awards              | Mejor dirección artística    | Kim Si-yong     | Nominado  |        |
| 2012 | 33rd Blue Dragon Film Awards              | Premio técnico               | Song Jong-hee   | Nominado  |        |
| 2012 | Busan Film Critics Awards                 | Mejor actriz revelación      | Kim Go-eun      | Ganadora  |        |
| 2012 | 3rd KOFRA Film Awards                     | Mejor actriz revelación      | Kim Go-eun      | Ganadora  |        |
| 2013 | Baeksang Arts Awards                      | Mejor actriz revelación      | Kim Go-eun      | Nominada  | [ 25 ] |
| 2013 | New York Asian Film Festival              | Premio Star Asia Rising Star | Kim Go-eun      | Ganadora  |        |